# São Brissos (Beja)
São Brissos é uma povoação portuguesa do Município de Beja que foi sede da extinta Freguesia de São Brissos, freguesia que tinha 51,64 km² de área e 108 habitantes (2011), e, por isso, uma densidade populacional de 2,1 hab/km².
A Freguesia de São Brissos foi extinta em 2013, no âmbito de uma reforma administrativa nacional, tendo sido agregada à freguesia de Trigaches, para formar uma nova freguesia denominada União das Freguesias de Trigaches e São Brissos e tem a sede em Trigaches.
Na atual freguesia situa-se o Aeroporto de Beja.

## População
| População da freguesia de São Brissos (1864 – 2011) | População da freguesia de São Brissos (1864 – 2011) | População da freguesia de São Brissos (1864 – 2011) | População da freguesia de São Brissos (1864 – 2011) | População da freguesia de São Brissos (1864 – 2011) | População da freguesia de São Brissos (1864 – 2011) | População da freguesia de São Brissos (1864 – 2011) | População da freguesia de São Brissos (1864 – 2011) | População da freguesia de São Brissos (1864 – 2011) | População da freguesia de São Brissos (1864 – 2011) | População da freguesia de São Brissos (1864 – 2011) | População da freguesia de São Brissos (1864 – 2011) | População da freguesia de São Brissos (1864 – 2011) | População da freguesia de São Brissos (1864 – 2011) | População da freguesia de São Brissos (1864 – 2011) |
| --------------------------------------------------- | --------------------------------------------------- | --------------------------------------------------- | --------------------------------------------------- | --------------------------------------------------- | --------------------------------------------------- | --------------------------------------------------- | --------------------------------------------------- | --------------------------------------------------- | --------------------------------------------------- | --------------------------------------------------- | --------------------------------------------------- | --------------------------------------------------- | --------------------------------------------------- | --------------------------------------------------- |
| 1864                                                | 1878                                                | 1890                                                | 1900                                                | 1911                                                | 1920                                                | 1930                                                | 1940                                                | 1950                                                | 1960                                                | 1970                                                | 1981                                                | 1991                                                | 2001                                                | 2011                                                |
| 312                                                 | 333                                                 | 367                                                 | 397                                                 |                                                     |                                                     |                                                     | 424                                                 | 437                                                 | 374                                                 | 234                                                 | 160                                                 | 136                                                 | 101                                                 | 108                                                 |

Nos anos de 1911 a 1930 fazia parte da freguesia de São Matias. Pelo decreto lei nº 27.424, de 31/12/1936, deixou de fazer parte desta freguesia